# Paul Lim
Paul Lim (geboren als Paul Lim Leong Hwa) (Singapore, 25 januari 1954), bijgenaamd The Singapore Slinger, is een Singaporees darter. Lim was de eerste darter die op het officieuze BDO World Darts Championship (Embassy) een 9-darter wist te gooien. Dit alles een kleine zes jaar na de eerste en legendarische 9-darter op televisie van John Lowe tijdens de MFI World Matchplay van 1984. Lim won vele grote toernooien. Enkele van deze toernooien waren de WDF Pacific Cup (tegenhanger WDF Europe Cup en WDF Americas Cup) in 1980, 1984 en 1986 en het World Soft Darts World Championship in 2011.
Op 9 januari 1990, in de tweede ronde-partij van de Embassy tegen de Ier Jack McKenna, slaagde Lim erin om voor het oog van miljoenen kijkers bij een 1–0-stand in sets een perfecte 501-leg te gooien door na twee scores van 180, 141 te eindigen met triple (= 3x) 20, triple 19 en vervolgens dubbel (= 2x) 12. Behalve eeuwige roem leverde het kunststukje de tot Amerikaan genaturaliseerde Lim 52.000 Britse pond op.
Paul Lim zou na de uiteindelijke 3–2-zege in sets op Jack McKenna in de kwartfinale van de Embassy van 1990 worden uitgeschakeld door de Engelsman Cliff Lazarenko (0–4 in sets).
In 2013, 2014 en 2016 deed Lim mee aan het PDC World Darts Championship. Ook deed hij mee met de PDC World Cup of Darts in de jaren 2014, 2015, 2016, 2017, 2018 en 2019 en kwam daar uit voor zijn geboorteland Singapore. Tijdens het PDC World Darts Championship van 2018 kwam hij de voorronde door en zorgde hij voor een verrassing door Mark Webster uit te schakelen in de eerste ronde. In de tweede ronde verloor hij met 4–1 van Gary Anderson. In die wedstrijd slaagde Lim er bijna weer in om een 9-darter te gooien. Hij miste de negende pijl op dubbel 12. In 2019 en 2020 deed Lim ook mee aan het PDC World Darts Championship. Daarbij verloor hij in 2019 van Ross Smith in de eerste ronde. In 2020 verloor hij van Luke Woodhouse, waarin Lim ook strandde in de eerste ronde. Voor de editie van 2021 plaatste Lim zich ook en won de eerste ronde van Engelsman Luke Humphries.
In 2022 schreef Lim opnieuw geschiedenis door met 67 jaar en 326 dagen als oudste deelnemer ooit deel te nemen aan het PDC World Darts Championship; Lim verloor in de eerste ronde met 3–2 in sets van Engelsman Joe Murnan.
Als 70-jarige behaalde Lim de finale van het WDF World Darts Championship 2024, zijn eerste WK-finale. Dit deed hij door Moreno Blom, Kai Fan Leung, Gary Stone, Jarno Bottenberg en Jason Brandon te verslaan. Shane McGuirk was in de finale met 6-3 te sterk.
Samen met Phuay Wei Tan kwam de dan 71-jarige Lim op de World Cup of Darts 2025 uit voor Singapore. Het koppel won in de groepsfase van het duo uit Portugal. Lim had daarbij een scorend gemiddelde van 117,62. Doordat Singapore verloor van Duitsland, werd de knock-outfase niet bereikt.

## Landen
Lim vertegenwoordigde vier landen in darts; Singapore was niet aangesloten bij het bestuursorgaan van de sport, de World Darts Federation (WDF), dus Lim speelde kort voor Papoea-Nieuw-Guinea. Lim vestigde zich daarna in Californië en vertegenwoordigde de Verenigde Staten in internationale competities, voordat hij ook voor zijn geboorteland kon uitkomen toen Singapore een WDF-lid werd. Lim vertegenwoordigde Singapore ook op de PDC World Cup of Darts; tijdens de PDC World Cup of Darts 2017 bereikten Paul Lim en zijn teamgenoot Harith Lim de kwartfinale en versloegen daarvoor onder meer de Schotten Gary Anderson en Peter Wright in de eerste ronde. Tijdens de WDF World Cup 2019 vertegenwoordigde hij echter Hongkong.

## Resultaten op wereldkampioenschappen

### BDO
- 1982: Laatste 32 (verloren van Dave Whitcombe met 0-2)
- 1983: Laatste 16 (verloren van Cliff Lazarenko met 1-3)
- 1984: Laatste 32 (verloren van Mike Gregory met 0-2)
- 1985: Laatste 32 (verloren van Cliff Lazarenko met 0-2)
- 1986: Laatste 16 (verloren van Peter Locke met 0-3)
- 1987: Laatste 16 (verloren van Bob Anderson met 1-3)
- 1988: Laatste 16 (verloren van John Lowe met 1-3)
- 1989: Laatste 16 (verloren van John Lowe met 2-3)
- 1990: Kwartfinale (verloren van Cliff Lazarenko met 0-4)
- 1991: Laatste 32 (verloren van Alan Warriner-Little met 0-3)
- 1992: Laatste 16 (verloren van John Lowe met 0-3)
- 1994: Laatste 16 (verloren van John Part met 0-3)

### WDF

#### World Championship
- 2024: Runner-up (verloren van Shane McGuirk met 3-6)

#### World Cup
- 1981: Laatste 16 (verloren van Alan Hill met 2-4)
- 1983: Laatste 32 (verloren van Rick Ney met 0-4)
- 1985: Laatste 16 (verloren van Eric Bristow met 3-4)
- 1987: Halve finale (verloren van Bob Sinnaeve met 3-4)
- 1989: Kwartfinale (verloren van Jack McKenna met 3-4)
- 1991: Laatste 64 (verloren van Mogens Ranum met 3-4)
- 1997: Laatste 64 (verloren van Peter Johnstone met 2-4)
- 1999: Laatste 32 (verloren van Andy Fordham met 1-4)
- 2019: Laatste 64 (verloren van Daniel Day met 1-4)

### PDC
- 1997: Laatste 24 (groepsfase)
- 1998: Laatste 24 (groepsfase)
- 1999: Laatste 32 (verloren van John Lowe met 0-3)
- 2000: Laatste 32 (verloren van Alan Warriner-Little met 0-3)
- 2001: Laatste 16 (verloren van Alan Warriner-Little met 2-3)
- 2002: Laatste 32 (verloren van Dennis Smith met 0-4)
- 2013: Laatste 64 (verloren van Michael van Gerwen met 0-3)
- 2014: Voorronde (verloren van Morihiro Hashimoto met 2-4)
- 2016: Voorronde (verloren van Aleksandr Oreshkin met 1-2)
- 2018: Laatste 32 (verloren van Gary Anderson met 1-4)
- 2019: Laatste 96 (verloren van Ross Smith met 1-3)
- 2020: Laatste 96 (verloren van Luke Woodhouse met 0-3)
- 2021: Laatste 64 (verloren van Dimitri Van den Bergh met 0-3)
- 2022: Laatste 96 (verloren van Joe Murnan met 2-3)

### WSDT (Senioren)
- 2022: Laatste 24 (verloren van Dave Prins met 1-3)

## Resultaten op de World Matchplay
- 1994: Laatste 16 (verloren van Rod Harrington met 4-8)
- 1995: Kwartfinale (verloren van Phil Taylor met 4-11)
- 1996: Laatste 16 (verloren van Bob Anderson met 4-8)
- 1997: Laatste 16 (verloren van Richie Burnett met 7-9)
- 1998: Laatste 32 (verloren van Gary Mawson met 7-9)
- 1999: Laatste 32 (verloren van Dennis Priestley met 6-10)
- 2001: Laatste 32 (verloren van Alex Roy met 6-10)

## Trivia
- Lim komt als karakter voor in de videogame Yakuza 6.[9]